# Magahis
Les Magadhis sont un groupe ethno-linguistique indo-aryen qui réside dans la région de Magadh dans le Bihar et le Jharkhand et parle la langue magahi qui est considérée par certains comme un dialecte du hindi. Il est parlé dans huit districts du Bihar (Gaya, Patna, Jehanabad, Aurangabad, Nalanda, Nawada, Sheikhpura, Arwal), sept districts du Jharkhand (Hazaribag, Chatra, Koderma, Jamtara, Bokaro, Dhanbad, Giridih) et dans le district Malda au Bengale occidental,.

## Personnalités notables
- Chandragupta Maurya, le premier à régner sur toute l'Inde
- Ashoka, roi de l'Inde
- Bimbisâra, roi de Magadha
- Nitish Kumar, politicien